# Craig Henderson
Craig Charles Glendinning Henderson (Lower Hutt, Nueva Zelanda; 24 de junio de 1987) es un futbolista neozelandés. Juega como mediocampista y actualmente se encuentra sin equipo. Su último club fue el Indy Eleven de la USL.

## Carrera
Sus buenas actuaciones en el Western Suburbs, donde comenzó a jugar en 2003, lo llevaron a ser parte de la primera plantilla en la historia del Team Wellington, una de las franquicias recién fundadas para participar del Campeonato de Fútbol de Nueva Zelanda en 2004. En 2005 viajó a los Estados Unidos para realizar su carrera universitaria en la Universidad de Dartmouth, mientras que jugaba para el Dartmouth Big Green, equipo de fútbol de la universidad estadounidense. Tras finalizar sus estudios, se mudó a Suecia en 2009, donde entrenó con el Kalmar FF, y aunque los dirigentes de la entidad sueca no lo contrataron, hablaron de una posibilidad en el futuro para Henderson en el club. Finalmente, en 2010, el neozelandés se incorporó al Mjällby AIF. A principios de 2014 fue transferido al Stabaek IF noruego, recién ascendido a la Tippeligaen, primera división del país nórdico. Tras una lesión, fue cedido a préstamo al Mjøndalen. En 2016 regresó a Suecia tras firmar con el GAIS. 
Luego de quedar como agente libre al final del año, firmó en 2017 con el Indy Eleven estadounidense. Terminó su contrato con el club al final de la temporada 2017, actualmente trabaja en las divisiones inferiores de la rama de fútbol del Abu Dhabi Cricket en Emiratos Árabes.

### Clubes
| Club                      | País           | Año         |
| ------------------------- | -------------- | ----------- |
| Western Suburbs           | Nueva Zelanda  | 2003 - 2004 |
| Team Wellington           | Nueva Zelanda  | 2004 - 2005 |
| Dartmouth Big Green       | Estados Unidos | 2005 - 2009 |
| Mjällby AIF               | Suecia         | 2010 - 2013 |
| Stabæk Fotball            | Noruega        | 2014 - 2016 |
| Mjøndalen IF (a préstamo) | Noruega        | 2015        |
| GAIS Göteborg             | Suecia         | 2016        |
| Indy Eleven               | Estados Unidos | 2017        |

### Selección nacional
Fue parte del plantel Sub-23 que representó a Nueva Zelanda en los Juegos Olímpicos de Pekín 2008, además de disputar la Copa Mundial Sub-20 de 2007, en donde los Junior All Whites, sobrenombre de la selección Sub-20 neozelandesa, cayeron en sus tres presentaciones.
Fue convocado el 9 de febrero de 2010 para un amistoso ante México de cara a la Copa Mundial de 2010, pero una lesión le impidió jugar, consiguiendo nuevamente una llamada para los All Whites el 17 de mayo de 2011 para jugar contra México y Australia, aunque no llegó a jugar ningún minuto. Había sido llamado por Ricki Herbert para afrontar la Copa de las Naciones de la OFC 2012, pero nuevamente una lesión le impidió realizar su debut internacional con la selección mayor. Finalmente, jugó su primer partido para los All Whites el 15 de octubre de 2013 en un amistoso ante Trinidad y Tobago.

#### Partidos y goles internacionales
| Partidos y goles internacionales | Partidos y goles internacionales | Partidos y goles internacionales | Partidos y goles internacionales | Partidos y goles internacionales | Partidos y goles internacionales           | Partidos y goles internacionales |
| #                                | Fecha                            | Estadio                          | Rival                            | Resultado                        | Competición                                | Gol(es)                          |
| -------------------------------- | -------------------------------- | -------------------------------- | -------------------------------- | -------------------------------- | ------------------------------------------ | -------------------------------- |
| 2013                             |                                  |                                  |                                  |                                  |                                            |                                  |
| 1                                | 15 de octubre                    | Hasely Crawford, Puerto España   | Trinidad y Tobago                | 0 – 0                            | Amistoso                                   |                                  |
| 2                                | 20 de noviembre                  | Westpac Stadium, Wellington      | México                           | 2 – 4                            | Clasificación para la Copa Mundial de 2014 |                                  |